# Adrian Reland
Adrian Reland, nizozemski zgodovinar, kartograf, jezikoslovec, filolog in pedagog, * 17. julij,  1676, De Rijp, Nizozemska, † 5. februar,  1718, Utrecht, Nizozemska.
Reland je bil predavatelj orientalskih jezikov na Univerzi v Harderwijku (1699-1701) in na Univerzi v Utrechtu (1701-1718).

## Dela
- De religione mohammedica libri duo (Utrecht, 1705)
- Antiquitates sacrae veterum Hebraeorum (Utrecht, 1708)
- Palaestina ex monumentis veteris illustrata (Utrecht, 1714)